# Basil of Baker Street
Basil of Baker Street este o serie de cărți pentru copii scrise de Eve Titus și ilustrate de Paul Galdone. Poveștile se concentrează pe Basil din Baker Street și pe biograful său personal, doctorul David Q. Dawson. Ei rezolvă împreună multe crime și cazuri din lume șoarecilor. Ambii locuiesc în Holmestead, o comunitate de șoareci construită în pivnița locuinței lui Sherlock Holmes din 221B Baker Street.
Al 26-lea film Disney este inspirat din cărțile din seria Basil of Baker Street, fiind intitulat The Great Mouse Detective (1986).

## Personaje
- Basil of Baker Street - „Sherlock Holmes al lumii șoarecilor”. Foarte similar cu Sherlock Holmes (care a folosit cândva pseudonimul Basil, în „Peter „Cel Negru””), dar spre deosebire de acesta, nu poate cânta bine la vioară. El cântă în schimb la flaut, așa cum se precizează în Basil and the Lost Colony. Pasiunile sale personale includ tirul cu arcul, arheologia și alpinismul. Eve Titus i-a dat numele de „Basil” în onoarea actorului Basil Rathbone, care a interpretat de numeroase ori rolul Sherlock Holmes în filme.
- Dr. David Q. Dawson - biograful său personal; inspirat de Dr. John H. Watson din povestirile cu Sherlock Holmes. Îi plac toate sortimentele de brânză.
- Profesorul Padraic Ratigan[1] - inamicul principal al lui Basil și un geniu criminal; inspirat de profesorul James Moriarty din povestirea cu Sherlock Holmes „Ultima problemă”. Deși numele său este „Ratigan”, în cărțile din serie el este un șoarece și nu un șobolan.[2]
- Căpitanul Doran - locotenentul lui Ratigan; inspirat de colonelul Sebastian Moran din povestirea cu Sherlock Holmes „Casa pustie”.
- Domnișoara Relda - o frumoasă cântăreață de operă; inspirată de Irene Adler din povestirea cu Sherlock Holmes „Scandal în Boemia”. Basil pare să aibă sentimente romantice pentru Relda, dar relația lor este prezentată foarte puțin în cărți, la fel ca și relația lui Adler cu Holmes.
- Doamna Judson - proprietăreasa locuinței lui Basil; inspirată de doamna Hudson din povestirile cu Sherlock Holmes. Ea face un excelent sufleu cu brânză.

## Subiectele cărților
- Basil of Baker Street (1958): Basil și Dawson îi caută pe copiii gemeni dispăruți ai domnului și doamnei Proudfoot. Căutarea îi duce din Baker Street într-un port, și chiar și la țară, în Anglia. Folosirea unei mașini de scris ca obiect care furnizează un indiciu este adaptată din povestirea cu Sherlock Holmes Un caz de identitate.
- Basil and the Lost Colony (1964): Basil conduce o expediție în căutarea coloniei pierdute Tellmice. De-a lungul drumului, el este urmărit de Ratigan și de huliganii acestuia.
- Basil and the Pygmy Cats (1971): Basil găsește un indiciu care sugerează existența pisicilor pitice. El și Dawson căută să afle adevărul, evitându-i în același timp pe profesorul Ratigan și pe căpitanul Doran. Înainte de a începe căutarea, ei trebuie, totuși, să-l reașeze pe tron pe maharajahul din Bengistan.
- Basil in Mexico (1976): Pe punctul de a se îmbarca într-o călătorie spre Mexic pentru a ajuta la rezolvarea unui caz de acolo, Basil este chemat brusc pentru a rezolva Cazul brânzei contrafăcute. Apoi, la sosirea sa în Mexic, el descoperă că faimoasa capodoperă Mousa Lisa lipsește și trebuie să găsească vinovatul. Aproape imediat după aceea, dr. Dawson este răpit.
- Basil in the Wild West (1982): Basil și Dawson își continuă aventurile în America de Nord prin rezolvarea a două mistere în Vestul Sălbatic. Mai întâi, ei trebuie să oprească o bandă de traficanți să preia controlul asupra unei părți a Vestului și apoi să rezolve misterul „chestiei” care îi sperie pe oaspeții de la Hotelul Hathaway.